# بنك النيل الأزرق المشرق

## تاريخ تأسيسه
بنك النيل الأزرق المشرق تاريخ تأسيسه في عام 01/10/1983م و موقعه الخرطوم - شارع النجومي, وعدد العاملين فيه 132 عامل.

## فروع بنك النيل الأزرق المشرق

### فروع بنك النيل الأزرق المشرق بولاية الخرطوم
- الفرع المصرفي الخاص شارع البلدية – جوار الدار السودانية للكتب
- المنطقة الحرة قري طريق التحدي
- بحري شارع المزاد
- فرع توتي الخرطوم –جزيرة توتي
- فرع النجومي شارع النجومي
- فرع العمارات الخرطوم العمارات شارع 15
- فرع أم درمان شارع  الموردة
- السجانة شارع الحرية [2]

### فروع بنك النيل الأزرق المشرق بولايات أخرى
- فرع نيالا جنوب دارفور – نيالا السوق
- بورتسودان شرق حديقة البلدية
- فرع مدينة القضارف [3]
- فرع  عطبره غرب قناة نهر النيل الفضائية

## ماكينات الصرف الآلي
فروع و مواقع ماكينات الصرف الآلي 
1. الفرع المصرفي الخاص – شارع البلدية
2. الشركة الصينية للبترول – الخرطوم – شارع الحرية
3. الخرطوم – مبنى الأمم المتحده – شارع الجامعة
4. الخرطوم – مبنى الهيئة العربية للإستثمار والإنماء الزراعي – شارع البلدية
5. الخرطوم – مبنى اليونسيف – شارع أفريقيا
6. الخرطوم – مبنى برنامج الغذاء العالمي – جوار فندق السلام
7. فرع أم درمان – شارع الموردة
8. فرع النجومي- شارع النجومي
9. فرع العمارات –شارع 15
10. منظمة الفاو – شارع عثمان دقنة

## انظر ايضا
موقع بنك النيل الازرق المشرق الرسمي
بنك السودان المركزي